# Kimbei Kusakabe

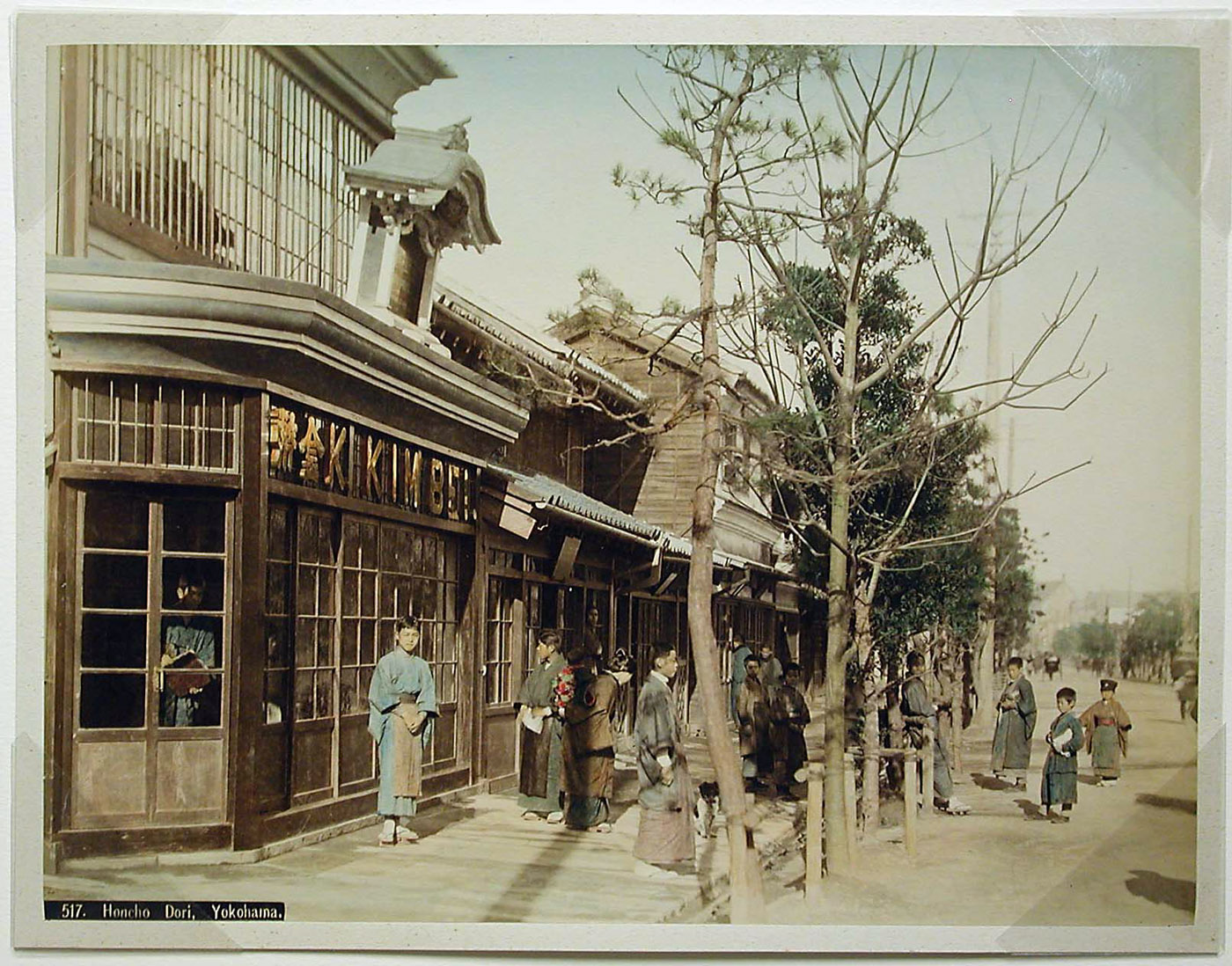
Fotostudio Kimbeie Kusakaby, Hončo Dori, Jokohama, po roce 1881

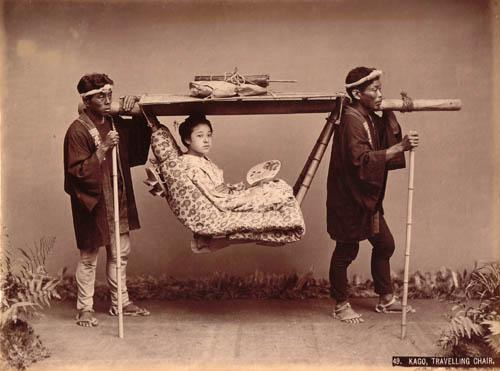
Kago, Travelling Chair, studiová fotografie z 80. let; dva muži přenášejí ženu pomocí kago

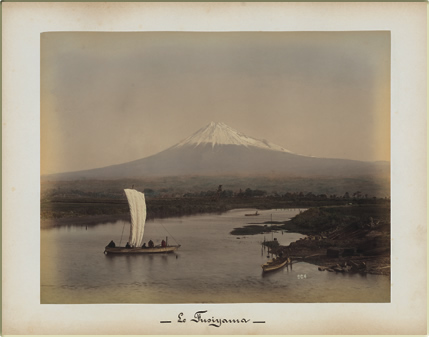
Kusakabe Kimbei: Pohled na horu Fudži, ručně kolorovaná albuminová fotografie, 1880

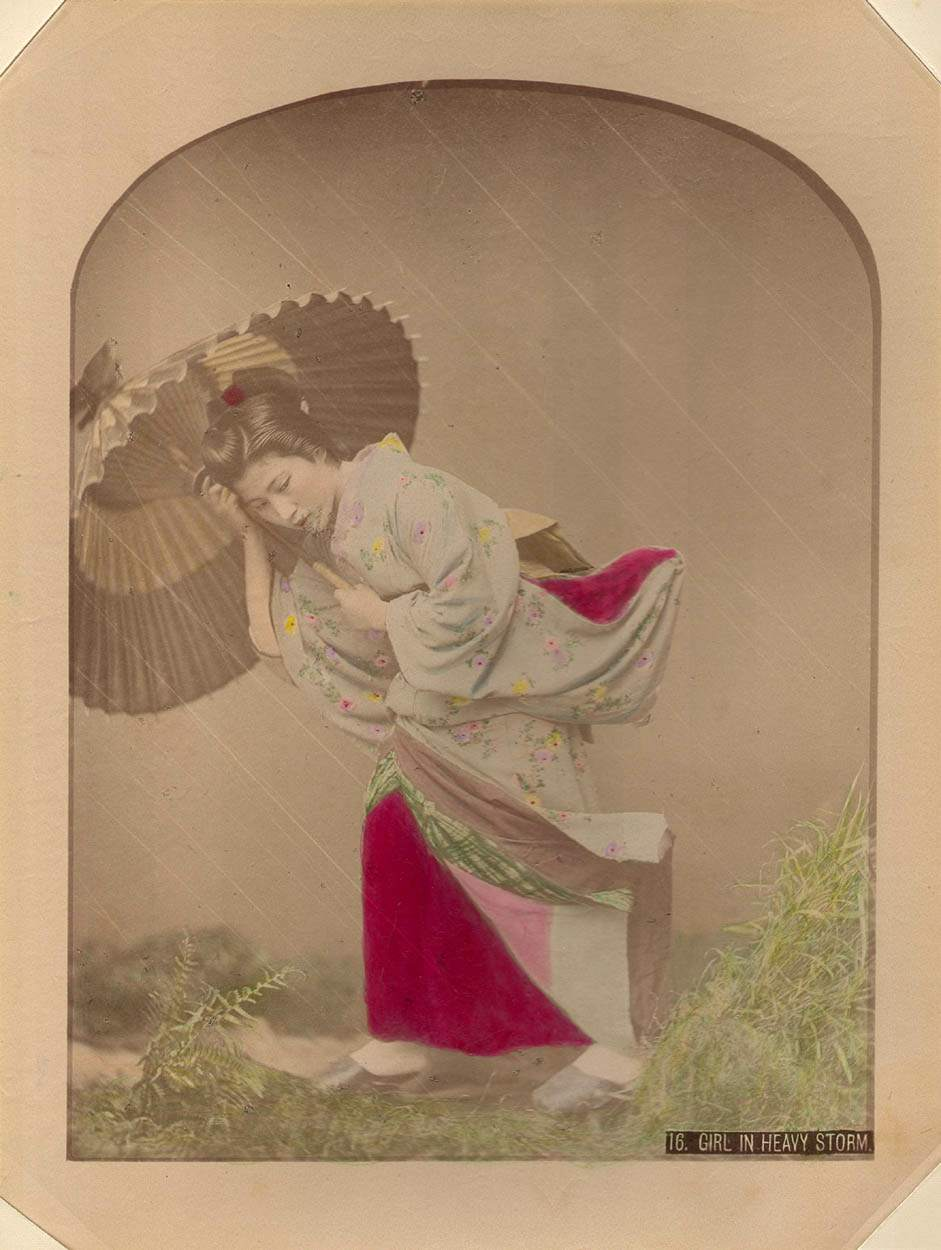
Kimbei Kusakabe: Dívka v silné bouři, někdy také Žena s deštníkem v bouřce

Kimbei Kusakabe (日下部 金幣, Kusakabe Kimbei, případně Kusakabe Kimbé (27. listopadu 1841 Kófu — 19. dubna 1934) byl japonský fotograf. Byl významným producentem suvenýrových, krajinářských a portrétních fotografií v Japonsku na konci 19. století.

## Život a dílo
Obvykle používal pouze své rodné jméno Kimbei, protože bylo snazší na vyslovení. Hlavně pro jeho klienty - cizí obyvatele a návštěvníky, kteří většinou neovládaly japonský jazyk a bylo pro ně snazší vyslovit Kimbei, než jeho příjmení Kusakabe.
Kimbei vyrostl ve svém rodném městě Kófu. Ve svých patnácti nebo šestnácti letech město opustil a odešel do Jokohamy, hlavního přístavního města mezinárodního cestovního ruchu. V šedesátých a na počátku sedmdesátých let byl asistentem Felice Beata. Pak pravděpodobně pomáhal také Raimundovi von Stillfriedovi. Ručně koloroval jejich snímky do doby, než si v roce 1881 otevřel svou vlastní dílnu v Jokohamě ve čtvrti Benten-dóri. Kolem roku 1885 získal negativy Felice Beata a Stillfrieda a také Kuičiho Učidy. Kusakabe získal také některé negativy Hikomy Uena města Nagasaki. Od roku 1889 pak působil ve čtvrti Honmači a založil další pobočku v tokijské čtvrti Ginza. Jeho rukopis suvenýrových fotografií kopíruje styl práce Beata i Stillfrieda. V jeho nabídce fotografií však byla nalezena i díla z negativů jiných autorů - Kimbei kopíroval Beata, Stillfrieda i Adolfa Farsariho. Fotografie kopíroval na albuminový papír a ručně koloroval. Mnohé z nich mají na negativu anglicky natištěný titulek a katalogové číslo.
Zakoupil pravděpodobně také některé negativy fotografa Hikomy Uena, protože se objevují v jeho albech.
Přiřazení autorství fotografií Kusakabemu nebo jeho studiu K. Kimbei (金幣写真館, Kimbei šašinkan, česky „Fotostudio Kimbei“) jen podle názvu, se ukázalo jako obtížné. To je částečně způsobeno výše uvedenou praxí a jednak skutečností, že lidé kupující tyto fotografické suvenýry je sháněli často z různých ateliérů a pak je vkládali do společného alba. Například portrét Dcery úředníka se připisuje zároveň Adolfu Farsarimu, Kimbeiovi Kusakabemu i Raimundovi von Stillfried.
Přibližně 80. léta byla mezníkem v japonské fotografii, ve které začalo tvořit více fotografů - kromě výše zmiňovaných - ještě například Šiniči Suzuki (鈴木 真; 1835–1918) nebo Kózaburó Tamamura (玉村 康三郎; 1856 – 1923?). Z více než dvou tisíc motivů, které nabízel katalog fotoateliéru K. Kimbei, představoval většinou pohlednice z populárních destinací. Celkem 416 motivů z katalogu Views & Costumes of Japan. Beautfully Colored Transparencis, Magic Lantern Slides z roku 1893 ukazují tradiční japonské zvyky. Z nich absolutní většinu tvoří výhradně ženy při různých aktivitách, které byly běžné na suvenýrové fotografii.
Komerční popularita portrétů žen postavila fotografa před problém, že „slušné ženy“ často odmítaly být fotografovány. Vedly je k tomu dva hlavní důvody, prvním byla příliš realisticky zobrazená postava na fotografii, která byla považována za příliš smyslnou a ženské tělo by tak bylo k dispozici pro zákazníka, což bylo považováno za nevhodné. Na druhé straně svou roli hrály různé pověry mezi Japonci. Domnívali se, že portrétovanému bude vysáta životní míza a oslabeny jeho stíny. Proto musely být často fotografovány členové rodiny nebo v tradici stylu ukijo-e během období Meidži známé jako bidžin (krásné ženy). Byly to většinou dívky, které pracovaly na veřejnosti jako júdžo (kurtizány), gejši, nebo rašamen (prostitutky) nebo dívky pracující v čajovnách. Žena, která na sobě pracovala, aby vypadala lépe a lépe se mohly prodávat fotografie, stala se fotomodelkou s vyšším platem. Právě kurtizány a gejši najdeme nejčastěji na fotografických vizitkách Kimbeie Kusakabeho. Ve větších městech začaly vznikat speicalizované obchody šašimpo, které se specializovaly na obchod s fotografiemi gejš.
Šest dívek z více než deseti zaměstnaných modelek ve studiu uvedených v Kusakabeho katalogu bylo identifikováno jako slavné tokijské gejši. Gejši představovaly na snímcích ženy z různých sociálních vrstev. Využíváním gejš a orientováním na fotografie krásných žen se Kimbei odlišuje od prací Felice Beata.
Ačkoli gejši byly známé tím, že byly využívány k vyzvedávání nejnovějších trendů, na Kusakabeho snímcích jsou vyobrazovány velmi konzervativně. Nemají například účesy sokuhacu (束髪) inspirované západní módou, kde byly populární, nýbrž většinou staromódní účes šimada (島田). A to v době, ve které probíhaly zásadní změny v japonské kultuře zobrazování lidského těla. Zavedla se móda černého zbarvení zubů a také holení obočí u obou pohlaví šlechty.
S prací fotografa přestal v letech 1912-1913.

## Galerie

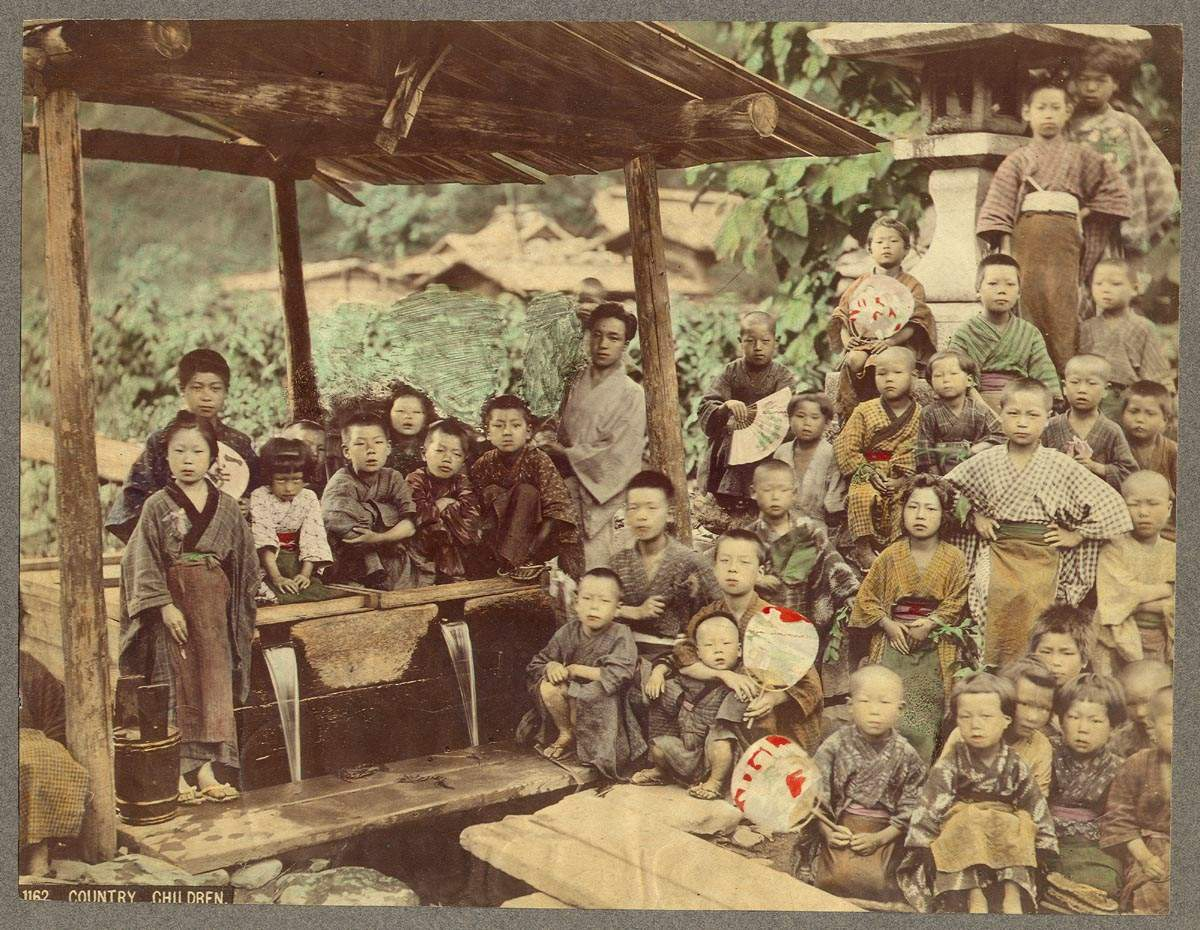
Děti na vesnici
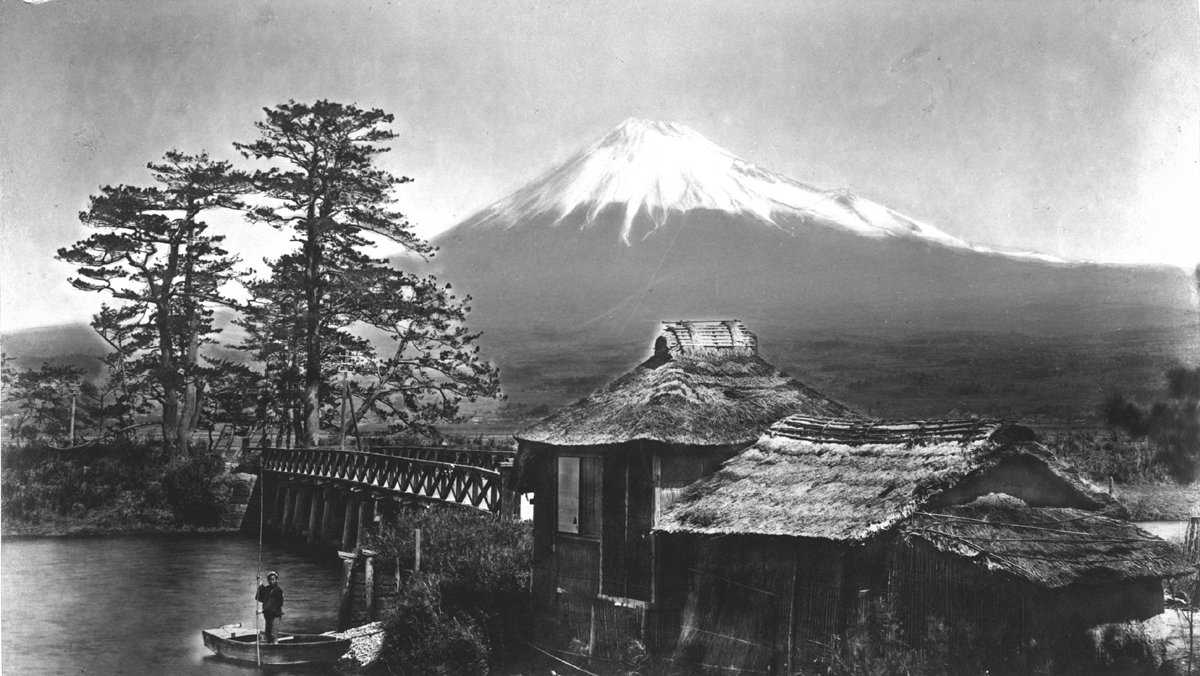
Fujiyama od Kawaibashi, albuminový tisk, 1880
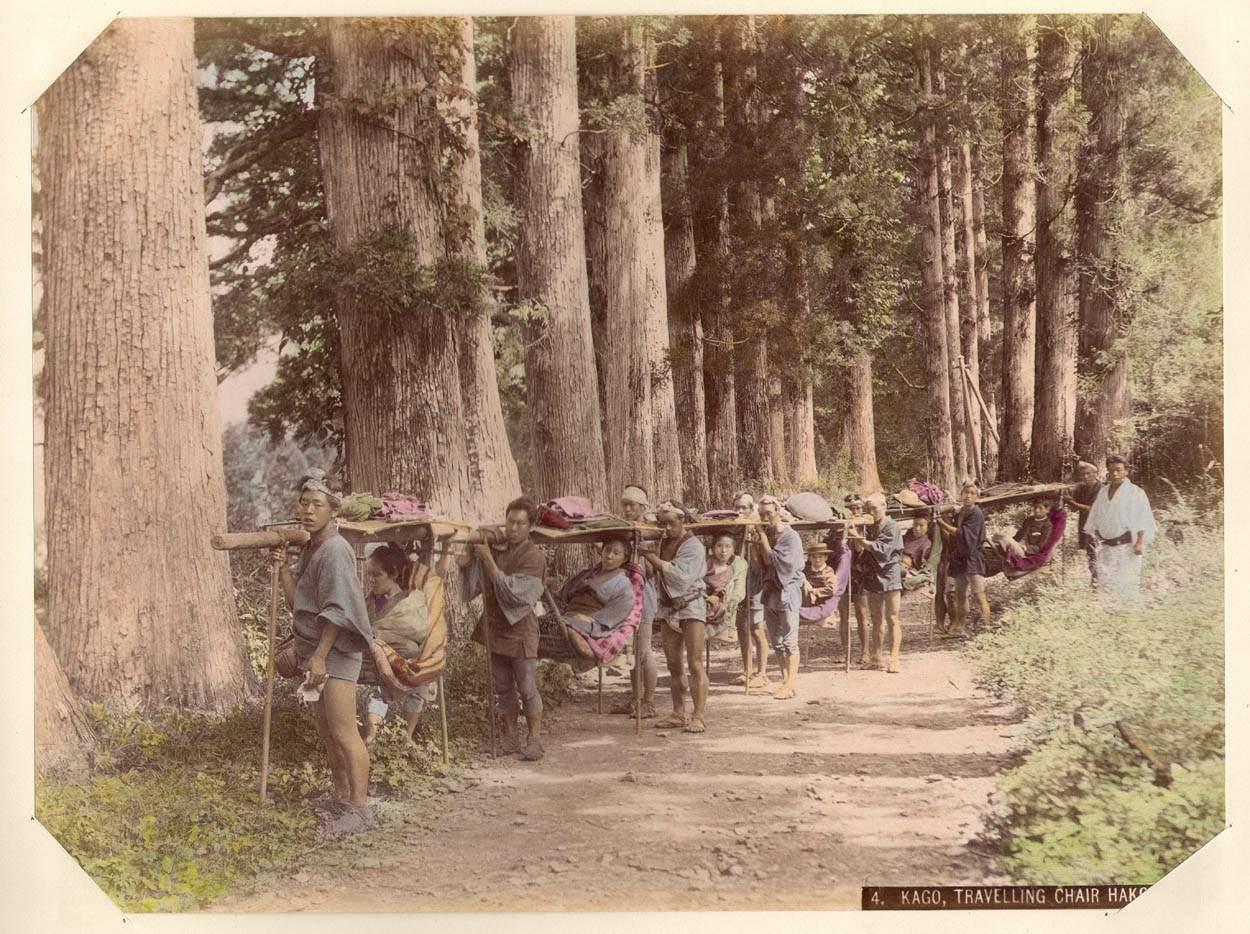
Kago, Travelling Chair, Hakone Road, skupina nosičů kago na cestě do Hakone
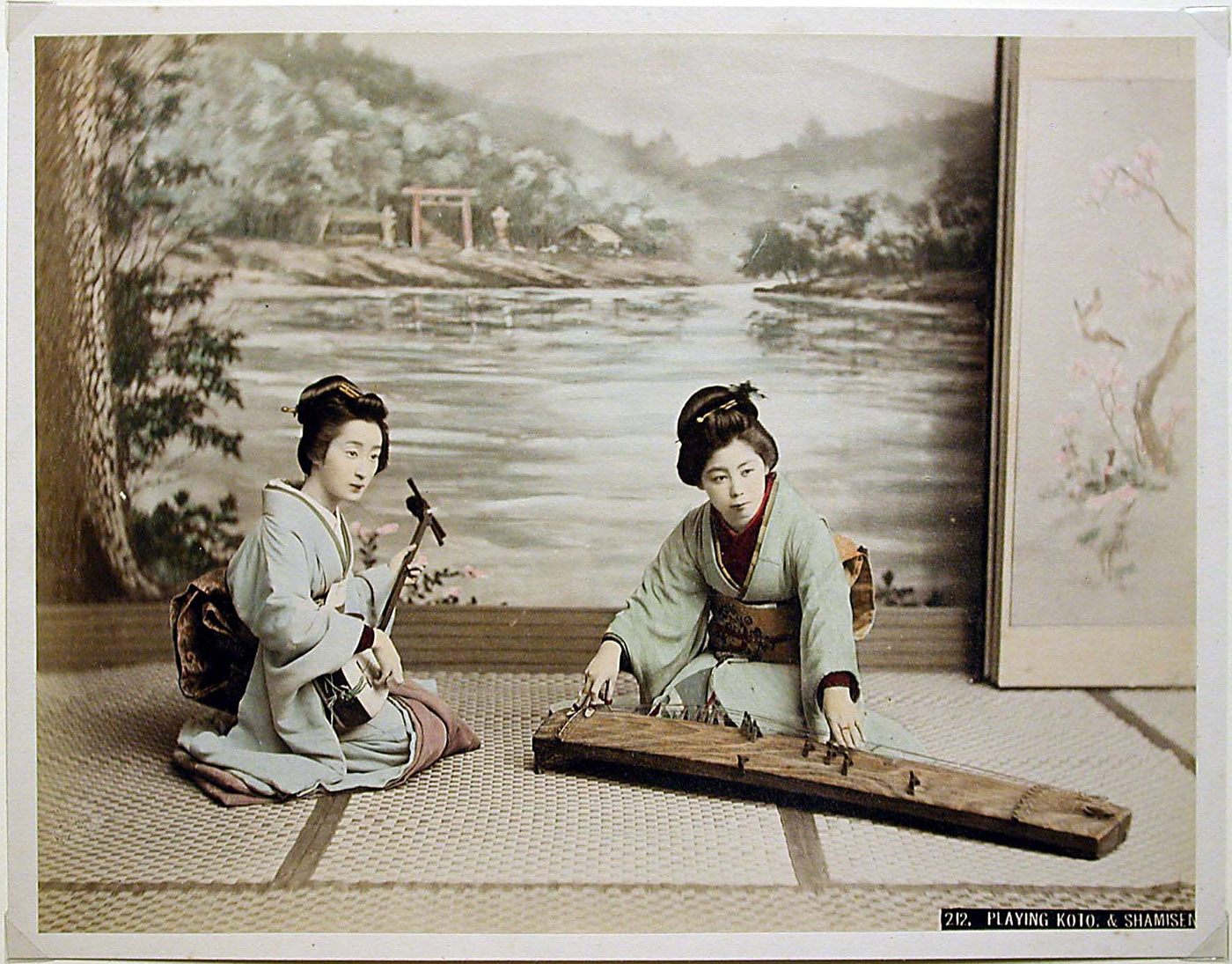
Playing koto and shamisen, hráčka na šamisen (vlevo) a druhá hraje na koto
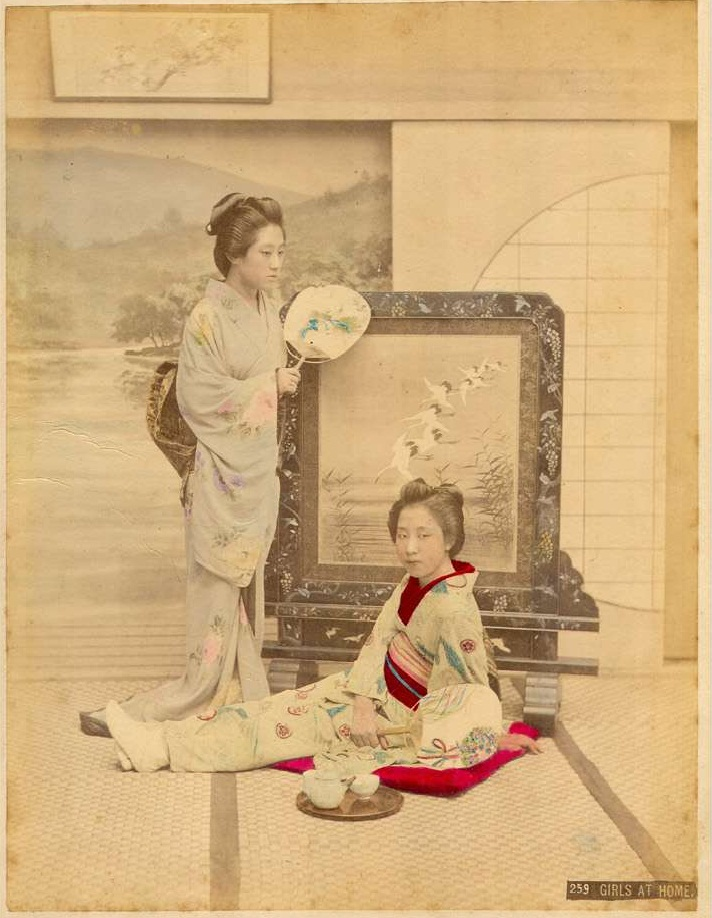
Dvě dívky s vějíři v rukou
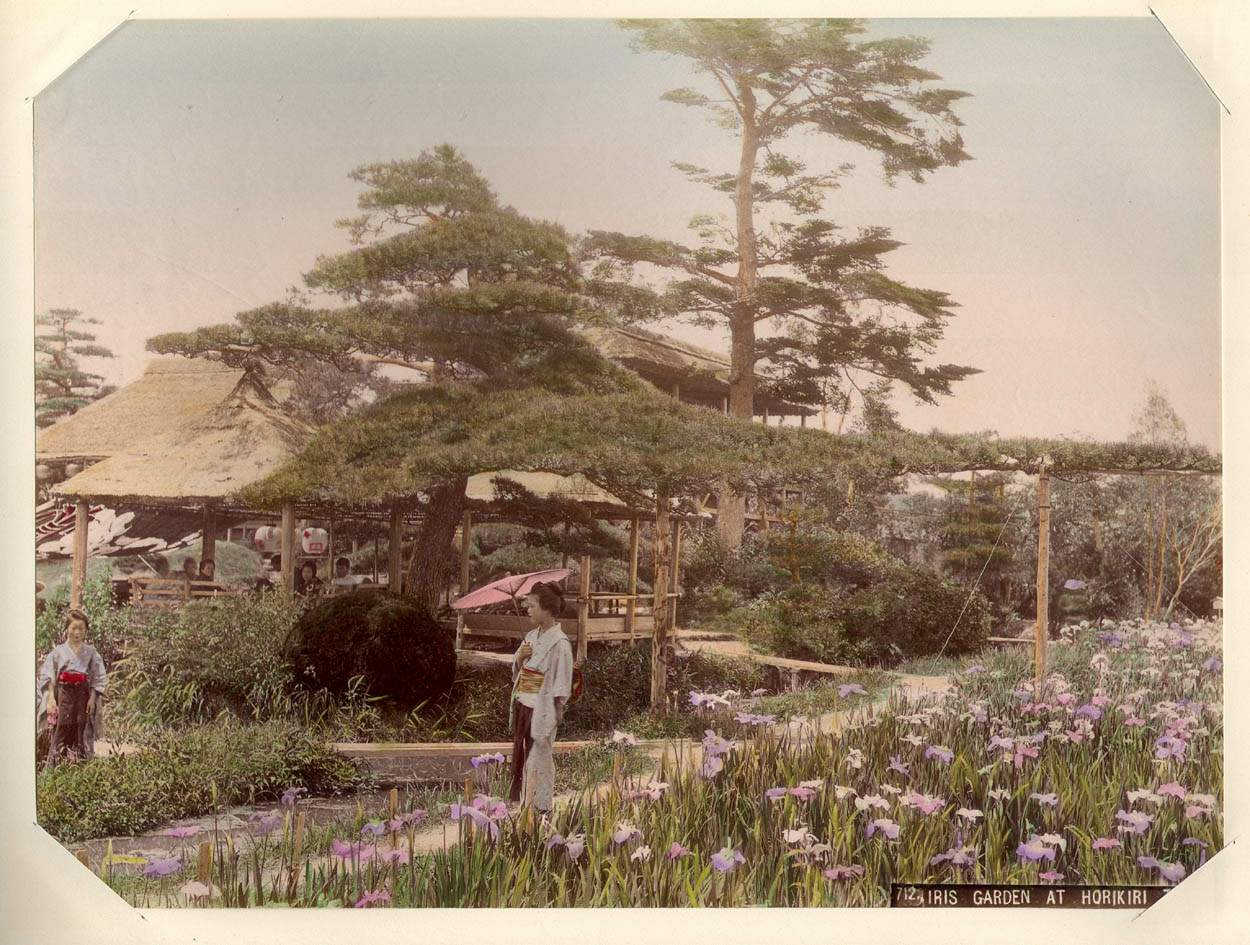
Kosatcová zahrada v Horikiri (堀切菖蒲園, Horikiri šóbuen), Tokio
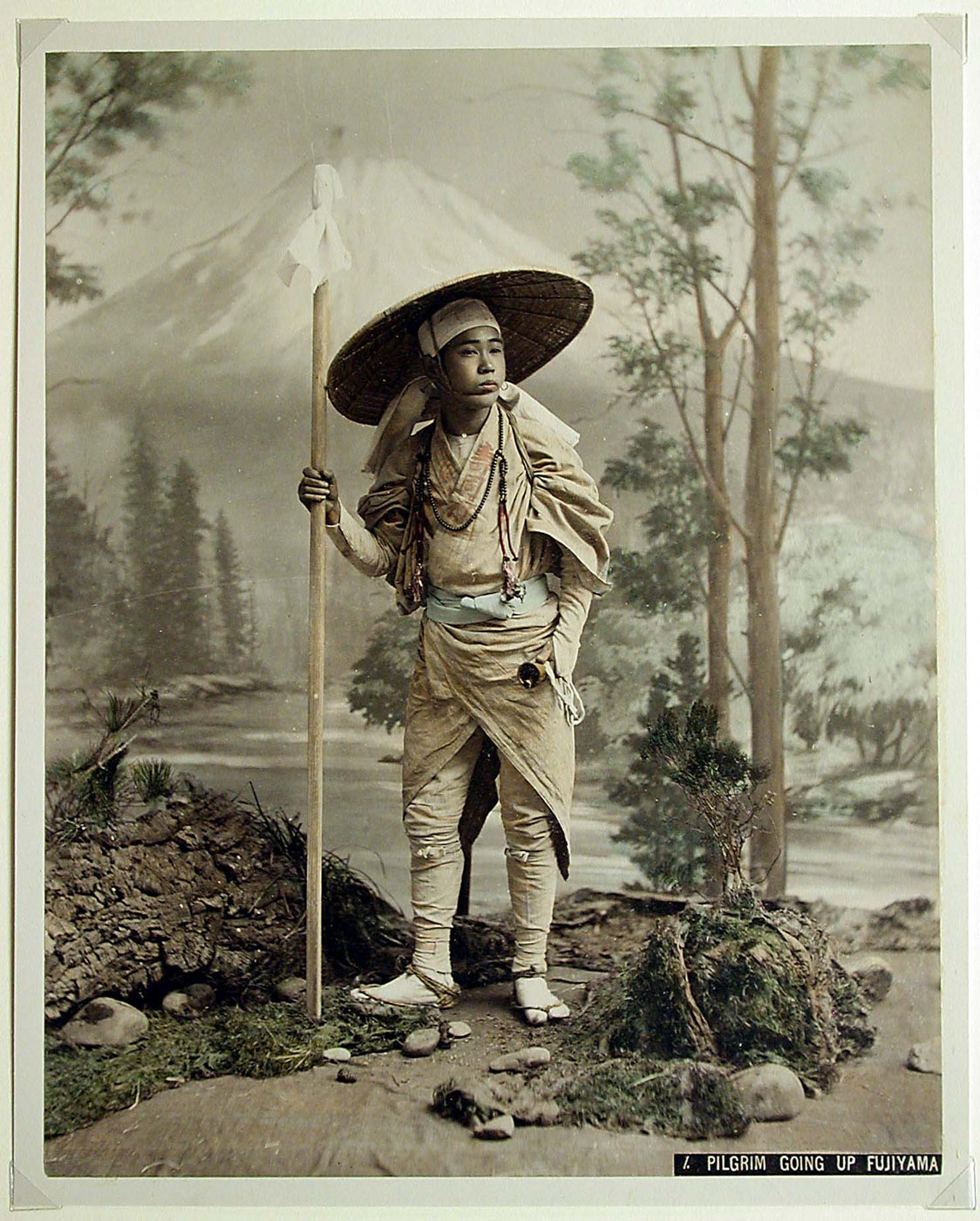
Poutník jdoucí na horu Fudžijama
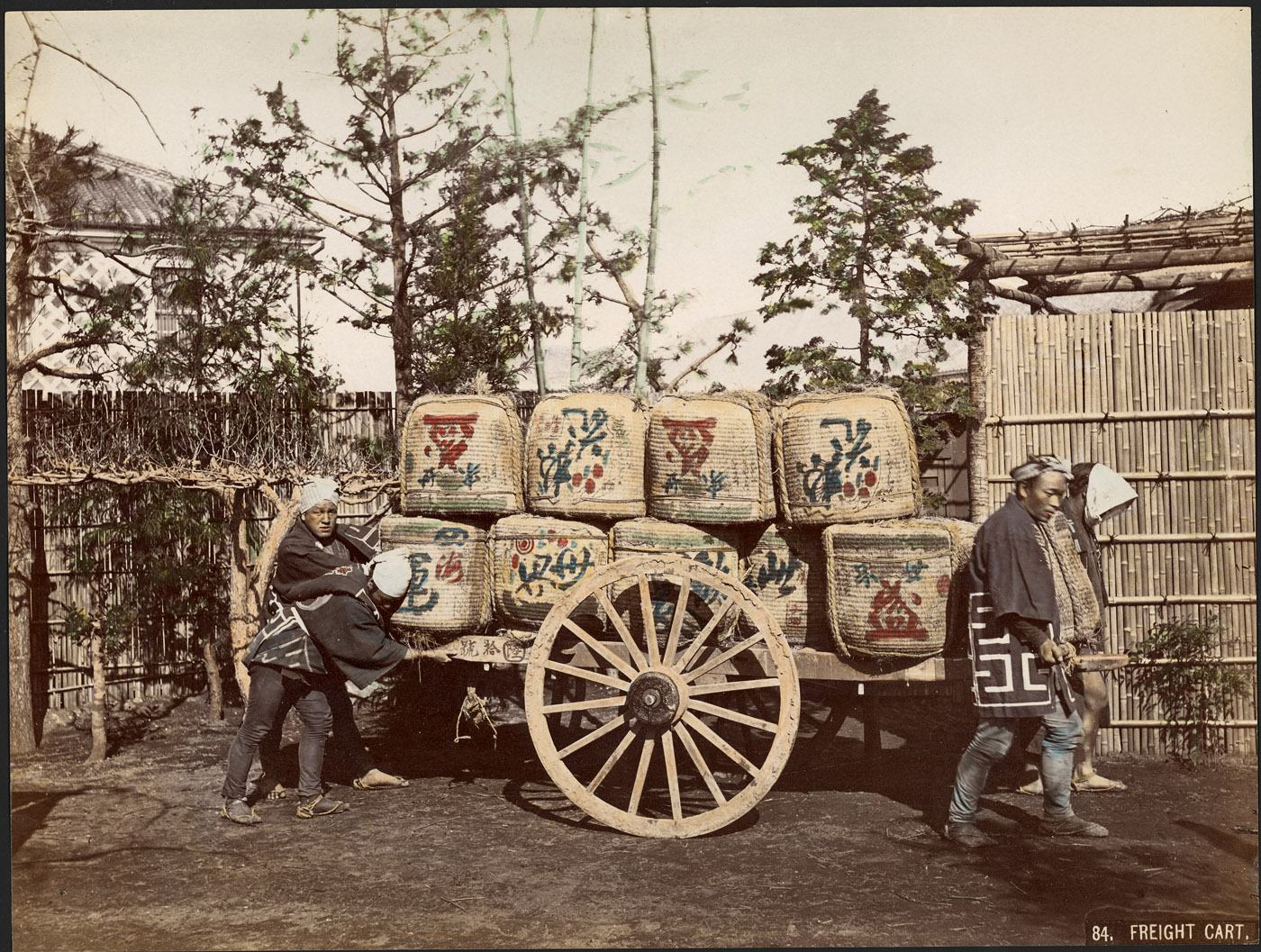
Nákladní vůz, 19.8 × 26.3 cm
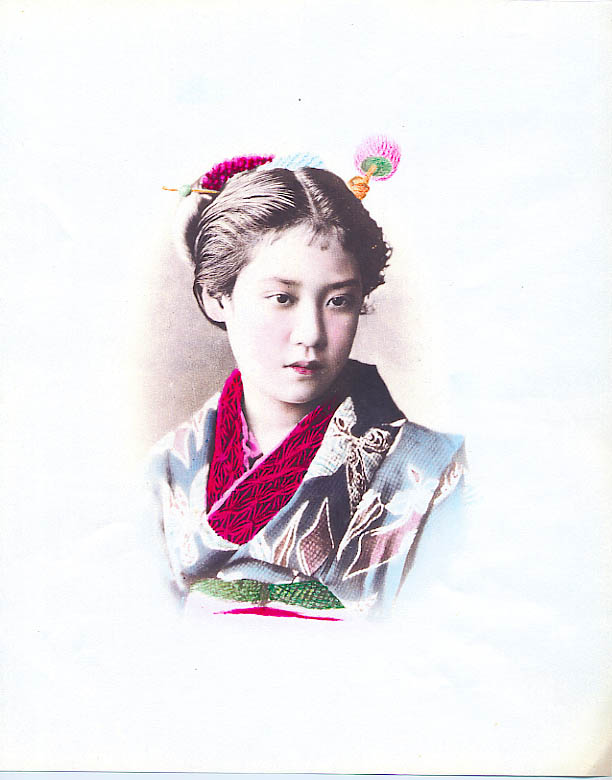
Dcera úředníka, portrét připisovaný Adolfu Farsarimu, Kusakabemu i Raimundovi von Stillfried